# Bridelia tenuifolia
Bridelia tenuifolia är en emblikaväxtart som beskrevs av Johannes Müller Argoviensis. Bridelia tenuifolia ingår i släktet Bridelia och familjen emblikaväxter. Inga underarter finns listade i Catalogue of Life.